# نيل كوكس
نيل كوكس (بالإنجليزية: Neil Cox)‏ (8 أكتوبر 1971 في المملكة المتحدة - ) هو لاعب كرة قدم بريطاني في مركز الدفاع. شارك مع منتخب إنجلترا تحت 21 سنة لكرة القدم. أما مع النوادي، فقد لعب مع أستون فيلا وبولتون واندررز وسكونثورب يونايتد وكارديف سيتي ونادي كرو ألكساندرا ونادي ميدلزبره ونادي واتفورد وليك تاون ‏.

## وصلات خارجية
- نيل كوكس على موقع قاعدة بيانات كرة القدم.إي يو (الإنجليزية)
- نيل كوكس على موقع Soccerbase.com (لاعب) (الإنجليزية)
- نيل كوكس على موقع Soccerway.com (الإنجليزية)
- نيل كوكس على موقع عالم كرة القدم.نت (الإنجليزية)